# تايلر وير
تايلر وير (بالإنجليزية: Tyler Weir)‏ (28 أكتوبر 1990 في المملكة المتحدة - ) هو لاعب كرة قدم بريطاني في مركز الوسط. لعب مع نادي هيرفورد ونادي ووستر سيتي ونادي غلوستر سيتي.

## وصلات خارجية
- تايلر وير على موقع قاعدة بيانات كرة القدم.إي يو (الإنجليزية)
- تايلر وير على موقع Soccerbase.com (لاعب) (الإنجليزية)